# Гори Азербайджану

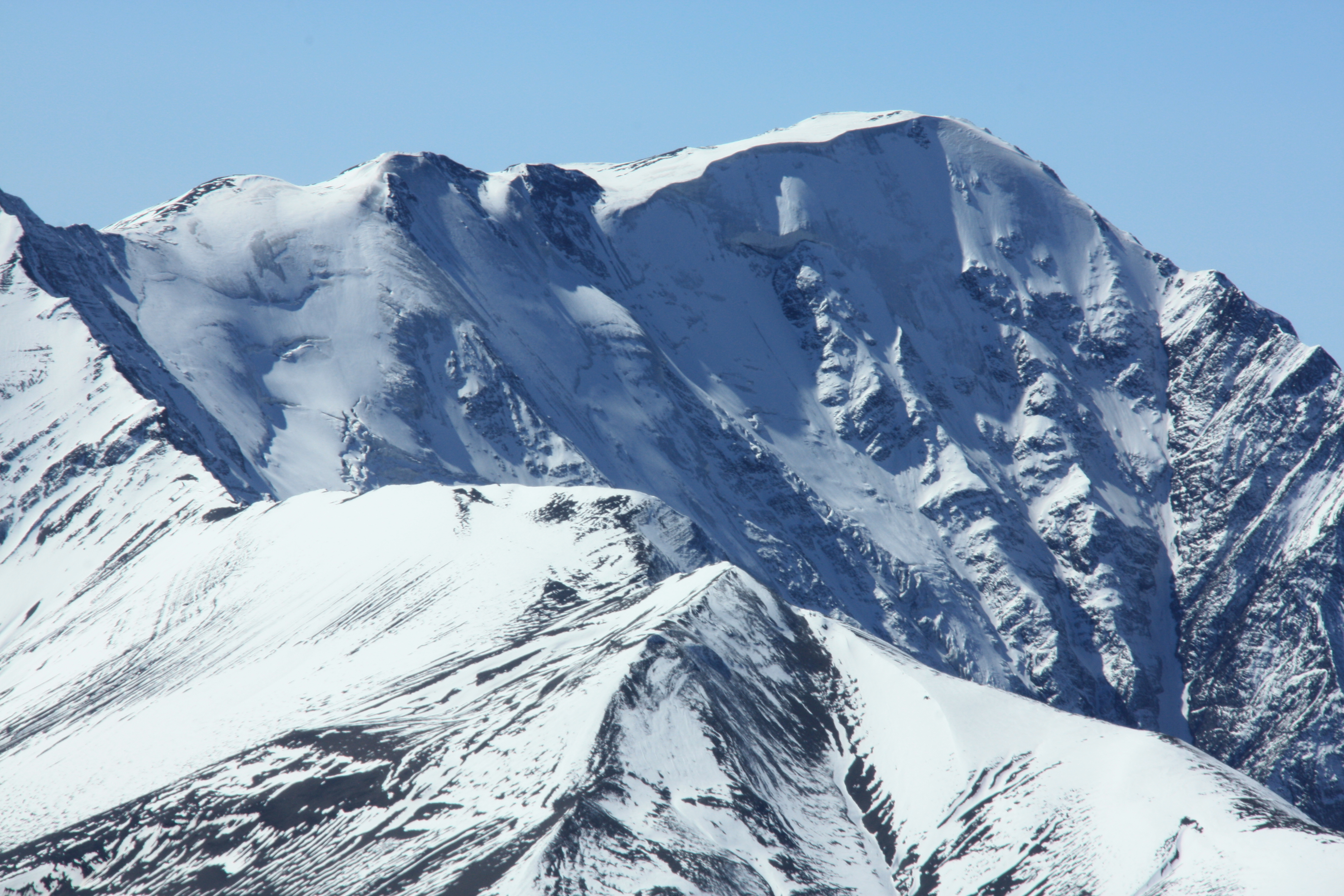
Базардюзю — найвища гірська вершина Азербайджану (4466 м)

Гори Азербайджану — більше половини території Азербайджану займають гори, що відносяться до системи Великого Кавказу на півночі і Малого Кавказу на заході і південному заході. Разом з Талиськими горами, вони охоплюють Кура-Араксинську низовину з півночі, заходу та південного сходу.

## Базардюзю
Найвищою гірською вершиною республіки є вершина Базардюзю, висотою 4466 метрів.
У південно-східній частині Великого Кавказу є два гірських хребта: з вершиною Базардюзю (4466 метрів) Головний або вододільний, з вершиною Шахдаг (4243 метра) Великий або Бічний. На північний захід гірські хребти поступово зменшуються на 1000-700 метрів. Малий Кавказ охоплює південно-західну і західну частини республіки, має порівняно невеликий височиною, є гірською територією зі складною структурою. Основними гірськими хребтами є Муровдаг, Шахдаг і Зангезур. Карабаське плоскогір'я, починаючи від півдня Муровдага до річки Аракс, знаходиться на дугоподібних конусах вимерлих вулканів і лаві четвертого періоду.

## Шахдаг

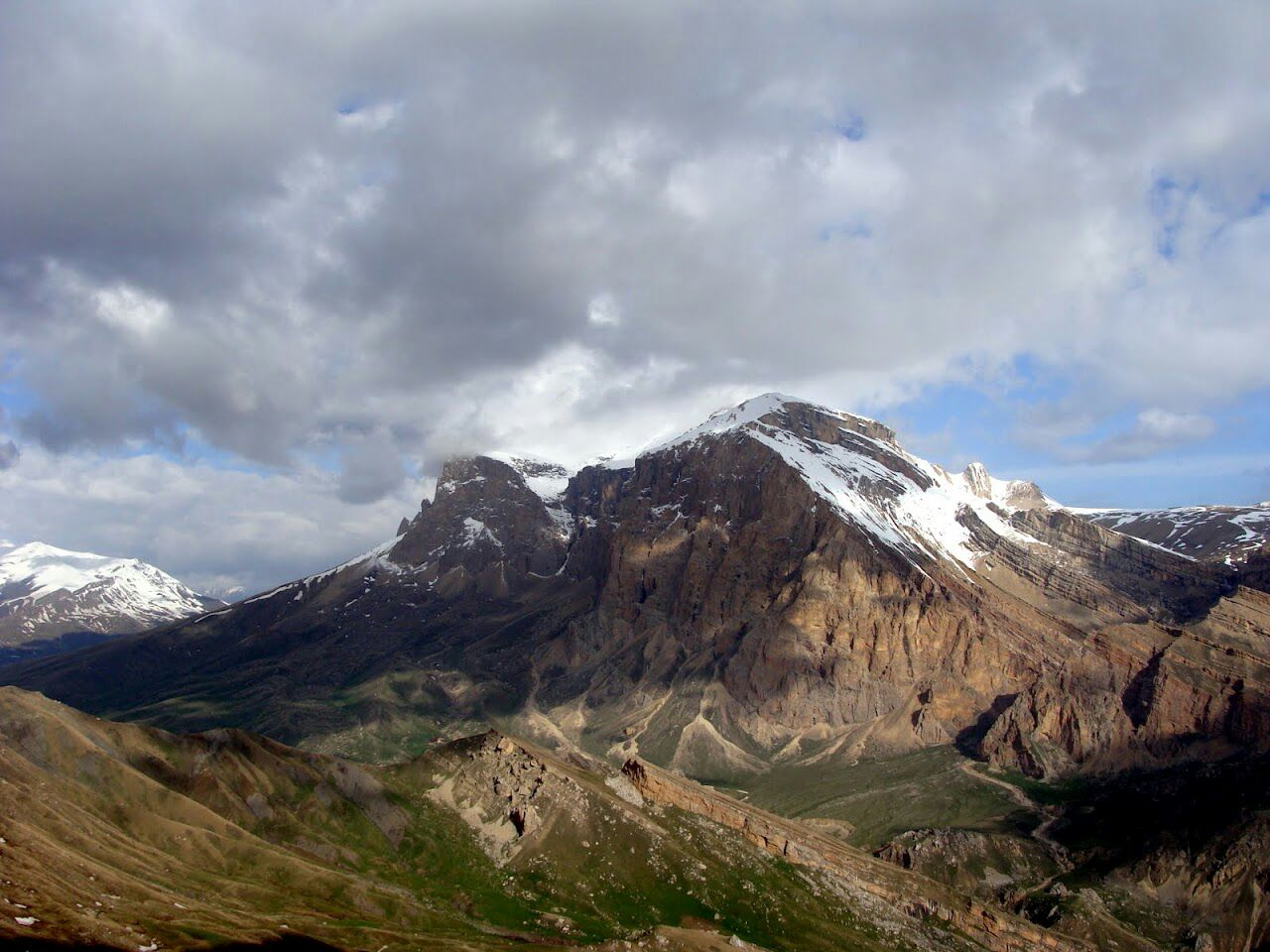
Гора Шахдаг

Шахдаг — гірська вершина в східній частині Великого Кавказу, в системі Бічного хребта. Складена в основному вапняками і доломітами. Висота 4243 метрів. Ландшафт представляють льодовики, водоспади і високогірні луки. У західній частині Шахдагского масиву, серед скель на висоті близько 3700-3800 м розташовані два озера, шлях до яких лежить через західні «ворота» Шахдаг. Це вузьку ущелину, по якому стікає один з приток річки Шахнабад. З цього боку Шахдаг дуже сильно, піддаючись ерозії під впливом вітру і опадів, руйнується.

## Талиські гори
Талиські гори розташовані на південно-східній околиці країни і становлять перехідну ланку від гір Малого Кавказу до Ельбурскіх гір. Вони складаються з трьох основних гірських хребтів висотою 2477 метрів: Талиських вододільний хребет, Пештасарскій і Буроварскій хребти. В адміністративному плані на території Азербайджану Талишские гори розташовані в Астарінском, Ленкоранском, Лерікском, Масаллінском, Ярдимлинському і Джалілабадском районах Азербайджану, а також в Намінском, Астарінском, Фуманскском, Масальський, Колурском і Масулінском шахрестанах Ірану.

## Янар Даг

Гора Геязань

Гора Янар Даг (укр. «Палаюча гора») розташована на території села Маммадлі, Апшеронского району Азербайджану. Згідно з розпорядженням Ільхам Алієв від 2 травня 2007 року, в зв'язку з охороною гори Янар Даг і розвитком туризму в даній місцевості було створено державний історико-культурний і природний заповідник під однойменною назвою.

## Муровдаг
Муровдаг — найбільш високий гірський хребет в системі Малого Кавказу. Довжина близько 70 км, висота 3724 м (гора Гямиш). Складний переважно осадово-вулканогенними товщами зі скелястим гребенем.

## Геязань
Геязань (азерб. Göyəzən) —  одиночна скеляста гора вулканічного походження, висотою 858 метрів. Розташована на дні великої плоскодонної кальдерного улоговини в басейні нижньої течії річки Джогас (ліва притока річки Акстафа) в Казахському районі Азербайджану, в 15-16 км від районного центру міста Ґазах.

## Список найвищих гір

### Великий Кавказ
| Висота (м) | Назва      | Оригінальна назва |
| ---------- | ---------- | ----------------- |
| 4466       | Базардюзю  | Bazardüzü         |
| 4243       | Шахдаг     | Şahdağ            |
| 4206       | Туфандаг   | Tufandağ          |
| 4126       | Базарюрт   | Bazaryurd         |
| 4116       | Ярыдаг     | Yarıdağ           |
| 4079       | Чарундаг   | Çarındağ          |
| 4042       | Пик Ільхам | İlham zirvəsi     |
| 4020       | Рагдан     | Raqdan            |

### Малий Кавказ
| Висота (м) | Назва        | Оригінальна назва |
| ---------- | ------------ | ----------------- |
| 3906       | Капиджик     | Qapıcıq dağı      |
| 3865       | Алагез       | Alagöz            |
| 3827       | Агдабан      | Ağdaban dağı      |
| 3814       | Казангёльдаг | Qazangöldağ       |
| 3754       | Саридере     | Sarıdərə dağı     |
| 3724       | Гямиш        | Gamışdağ          |
| 3613       | Делідаг      | Dəlidağ           |
| 3560       | Девебойну    | Dəvəboynu dağı    |
| 3549       | Кошбулак     | Qoşabulaq dağı    |
| 3437       | Кетідаг      | Kəti dağı         |
| 3367       | Гіналдаг     | Hinaldağ          |
| 3364       | Алінджа      | Əlincə dağı       |

### Талиські гори
| Висота (м) | Назва    | Оригінальна назва |
| ---------- | -------- | ----------------- |
| 2493       | Кюмюркей | Gömürgöy          |
| 2433       | Кізюрду  | Qızyurdu          |

## Галерея

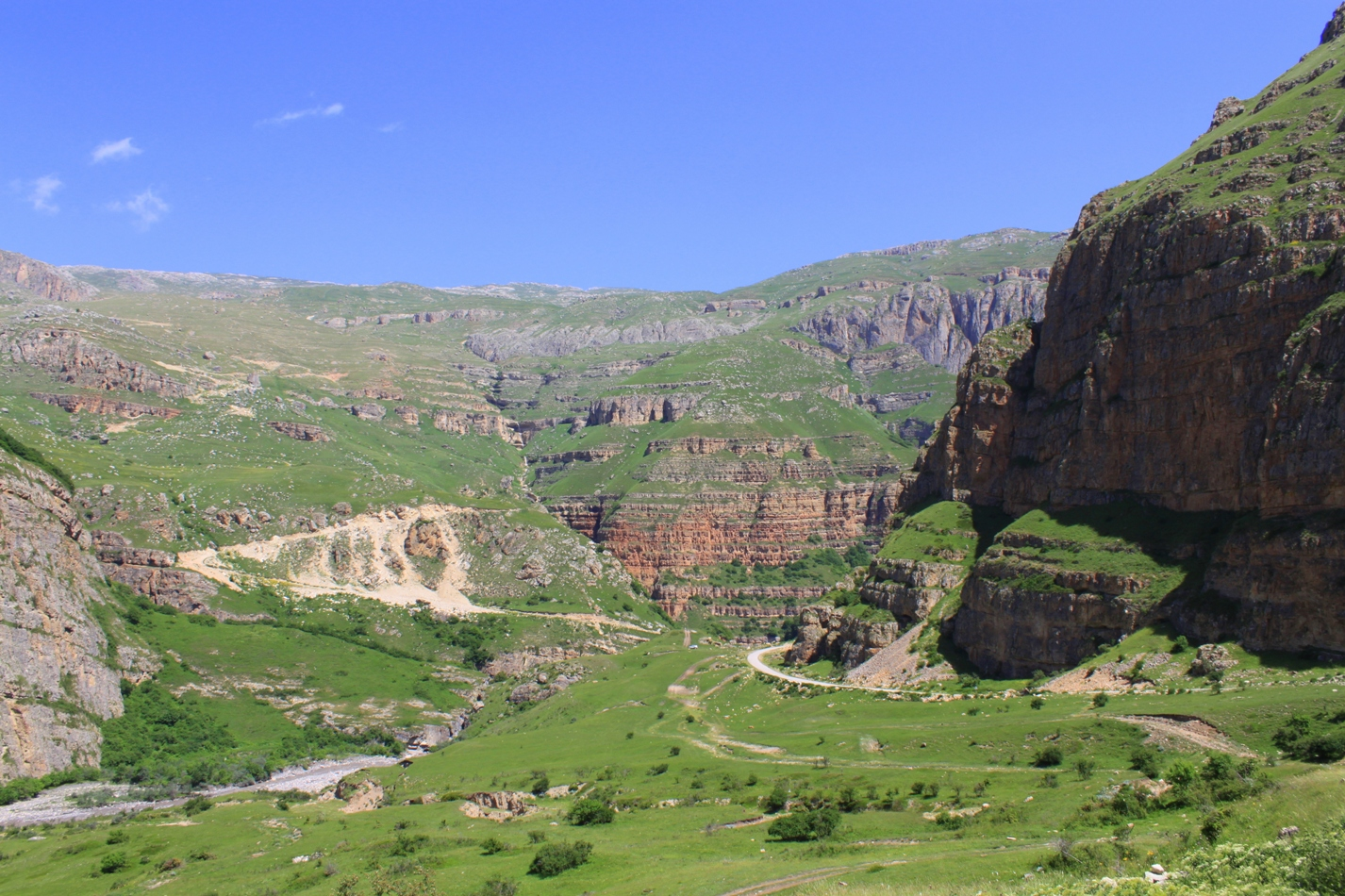
Гірський рельєф в Ґубинський районі
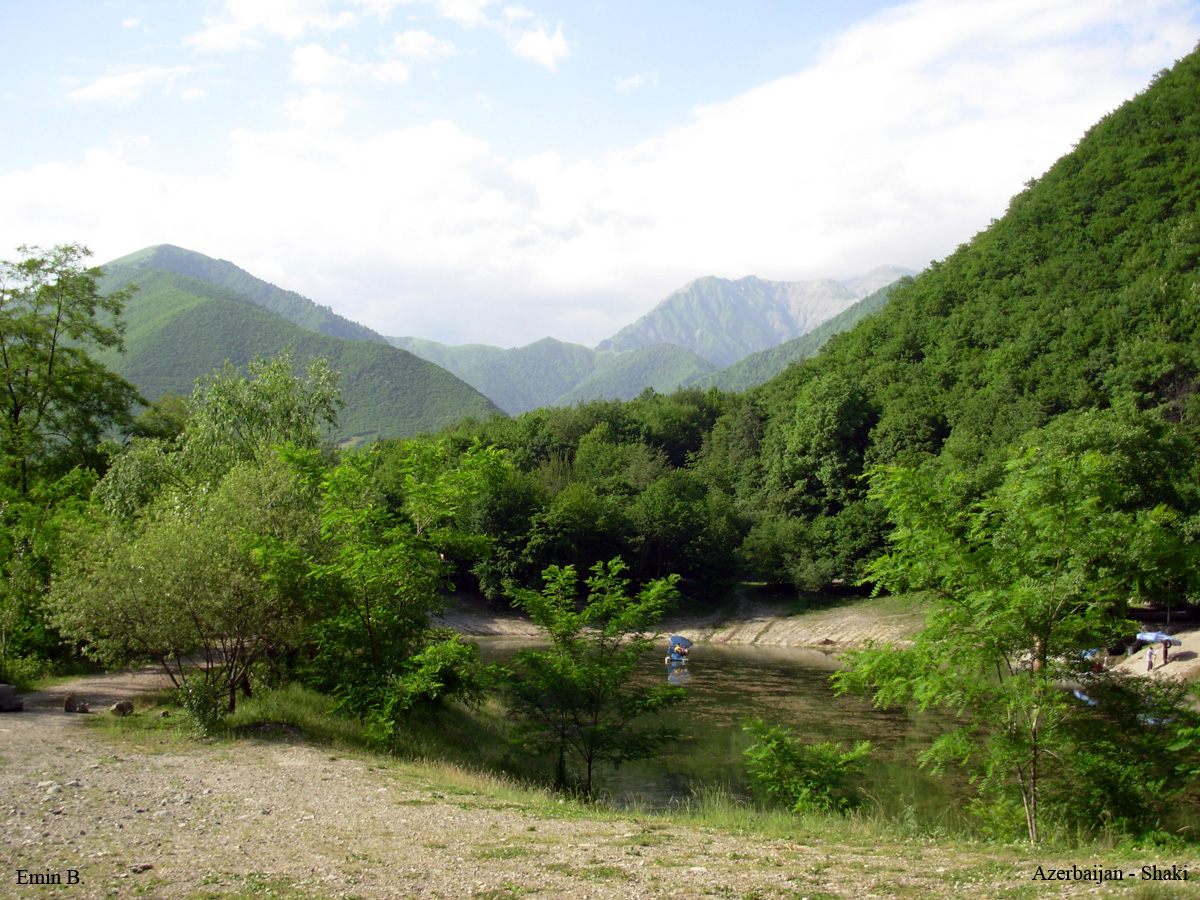
Гірський пейзаж в Шекі
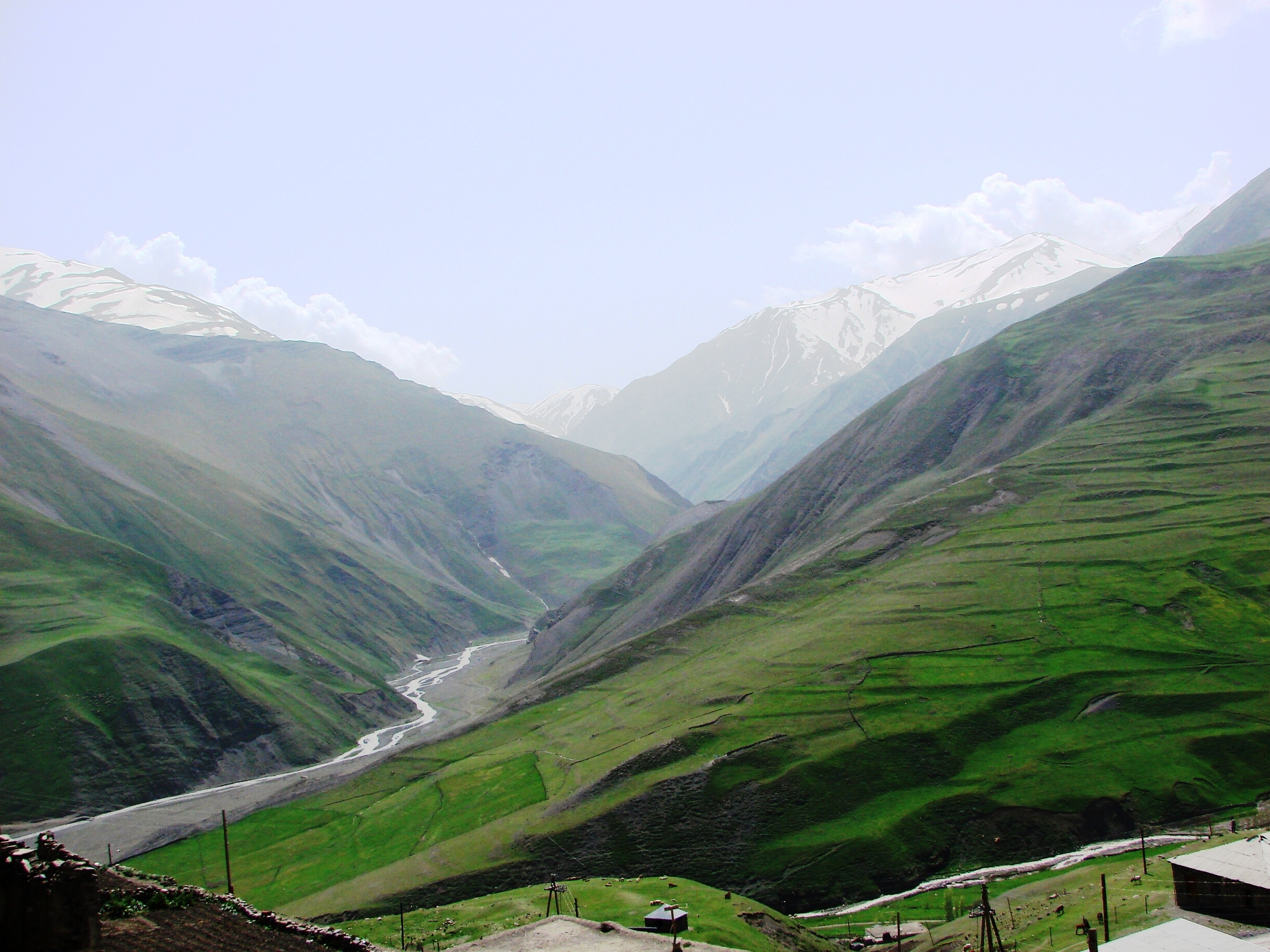
Високогірна село Хиналиг
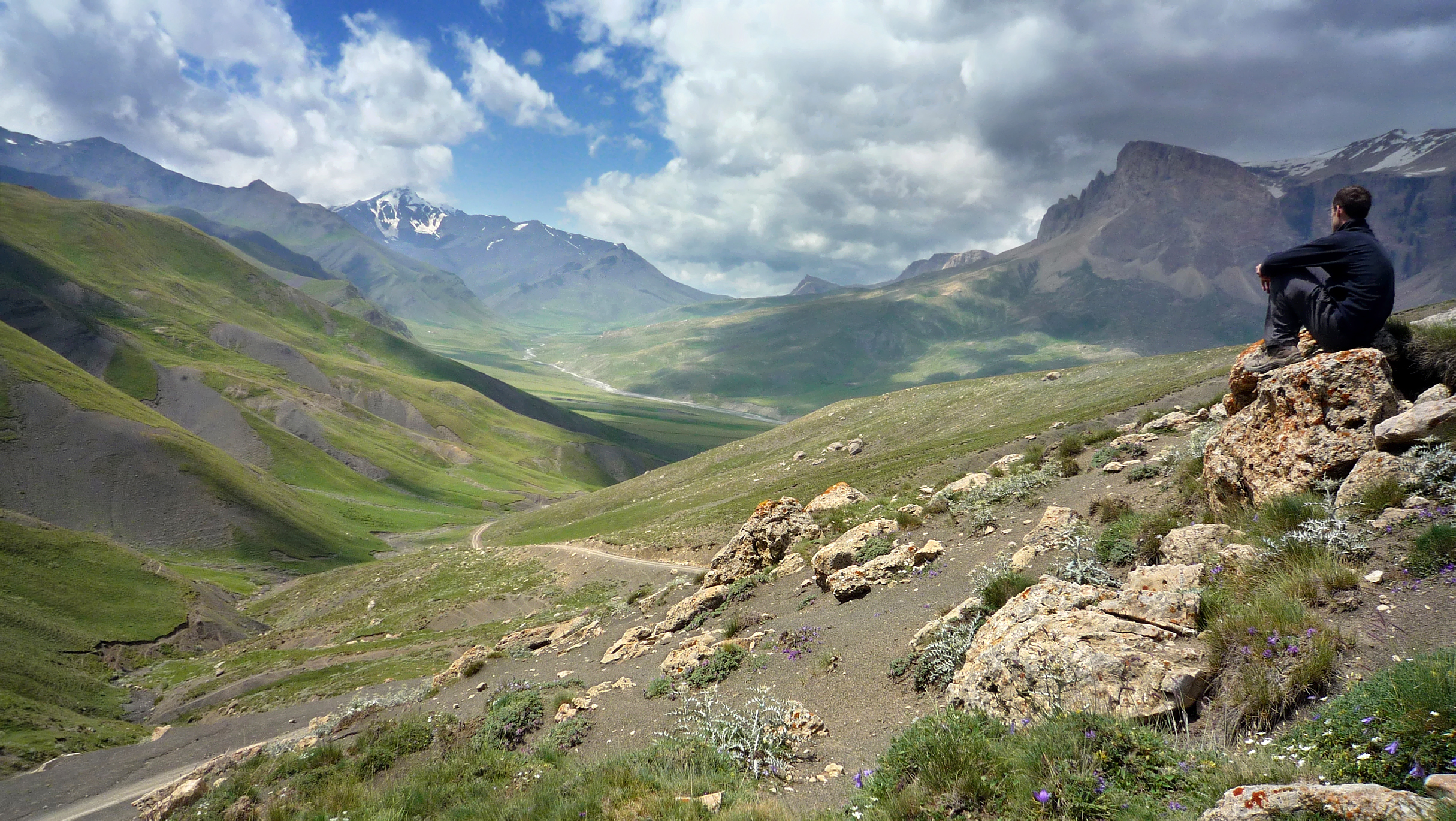
Вид на вершину Базардюзю
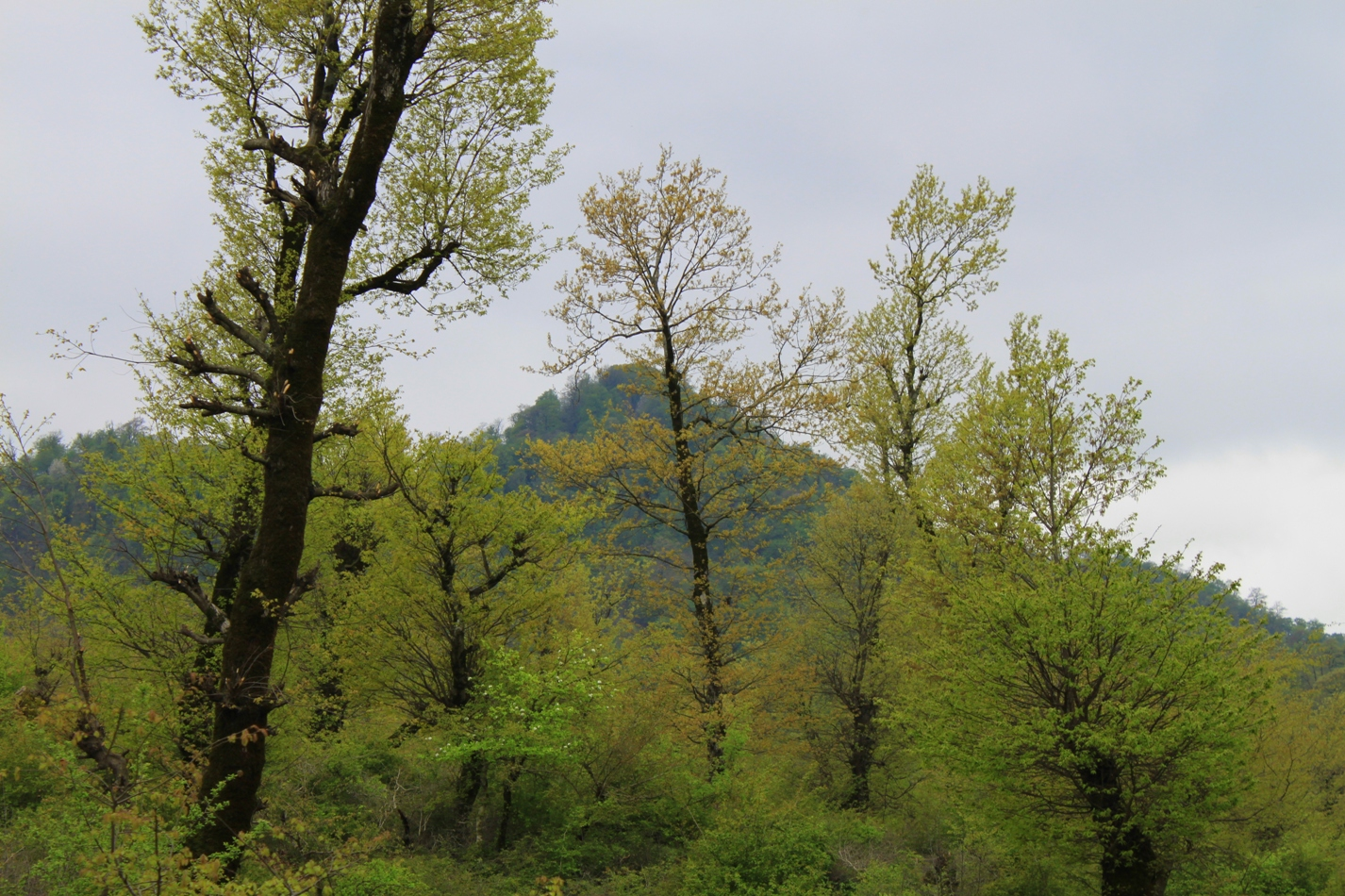
Талиські гори
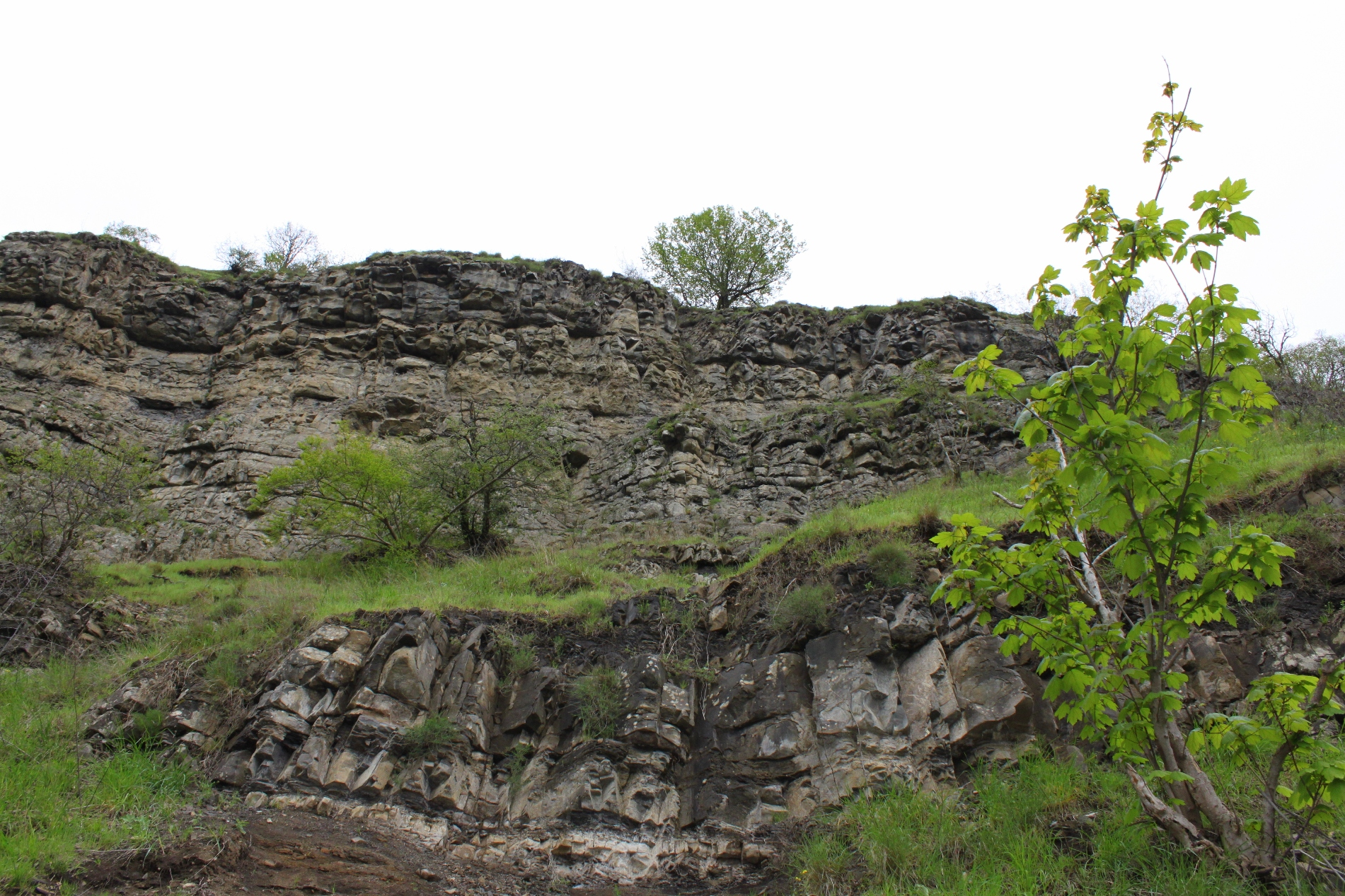
Талиські гори
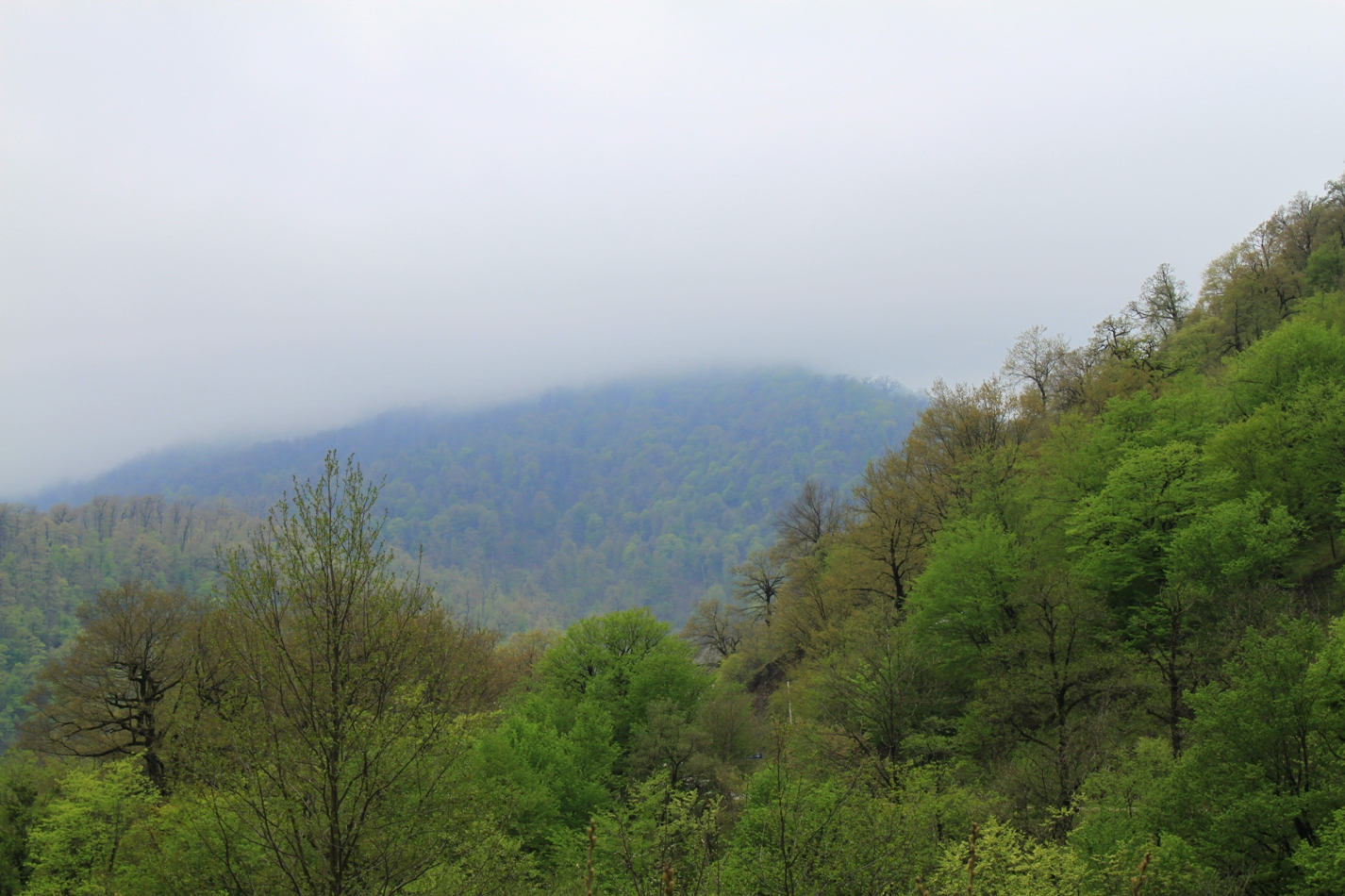
Талиські гори
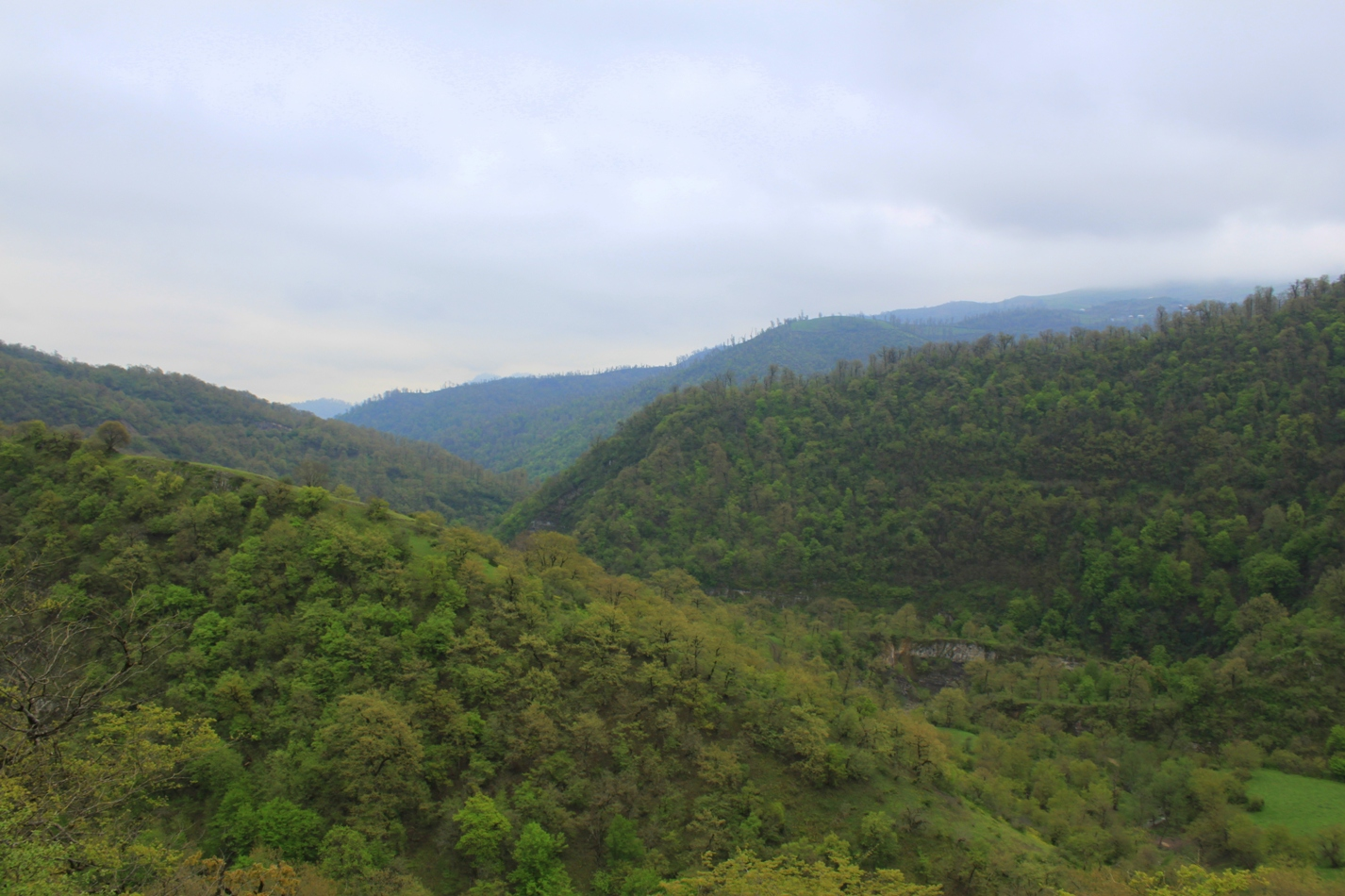
Талиські гори
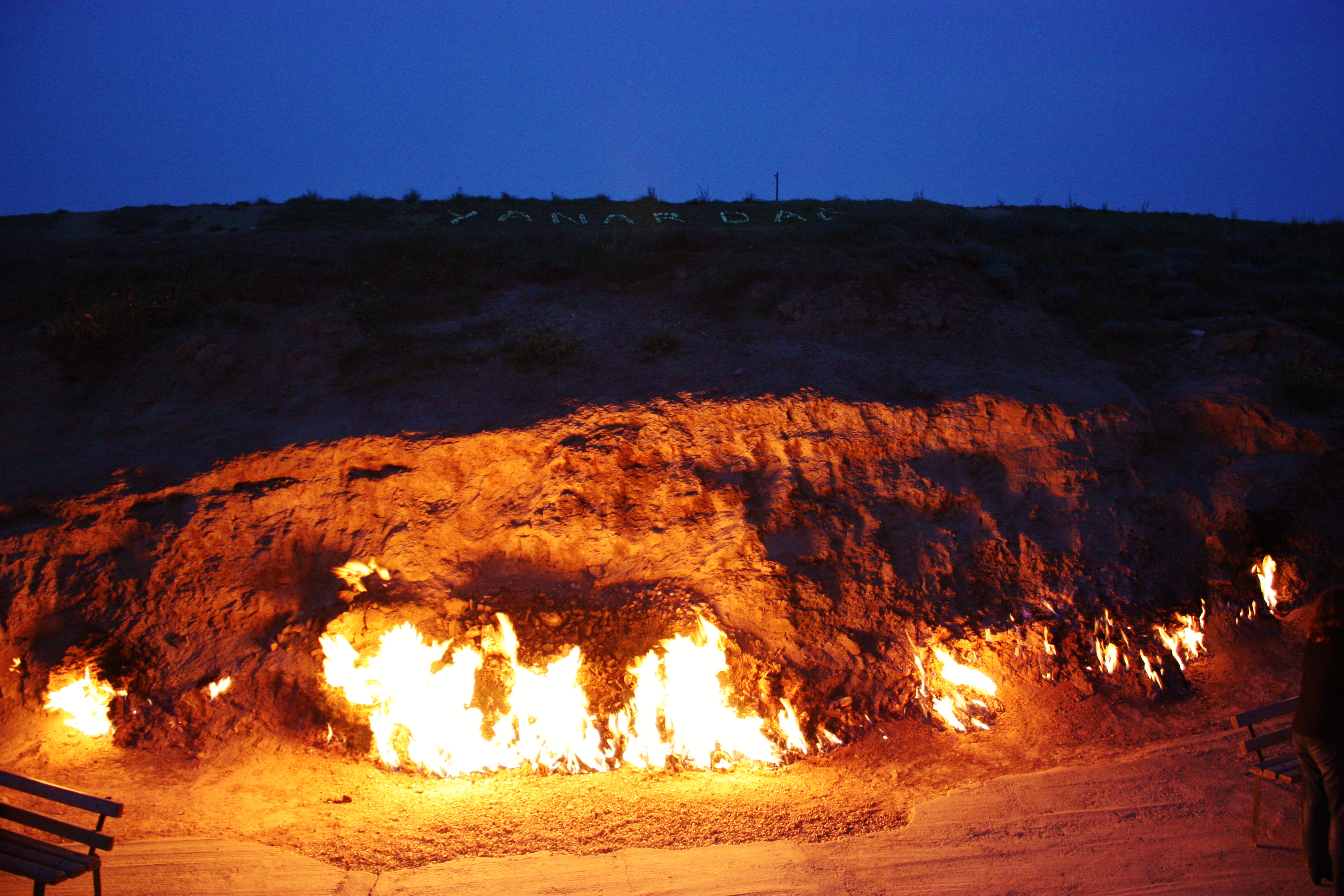
Янар Даг
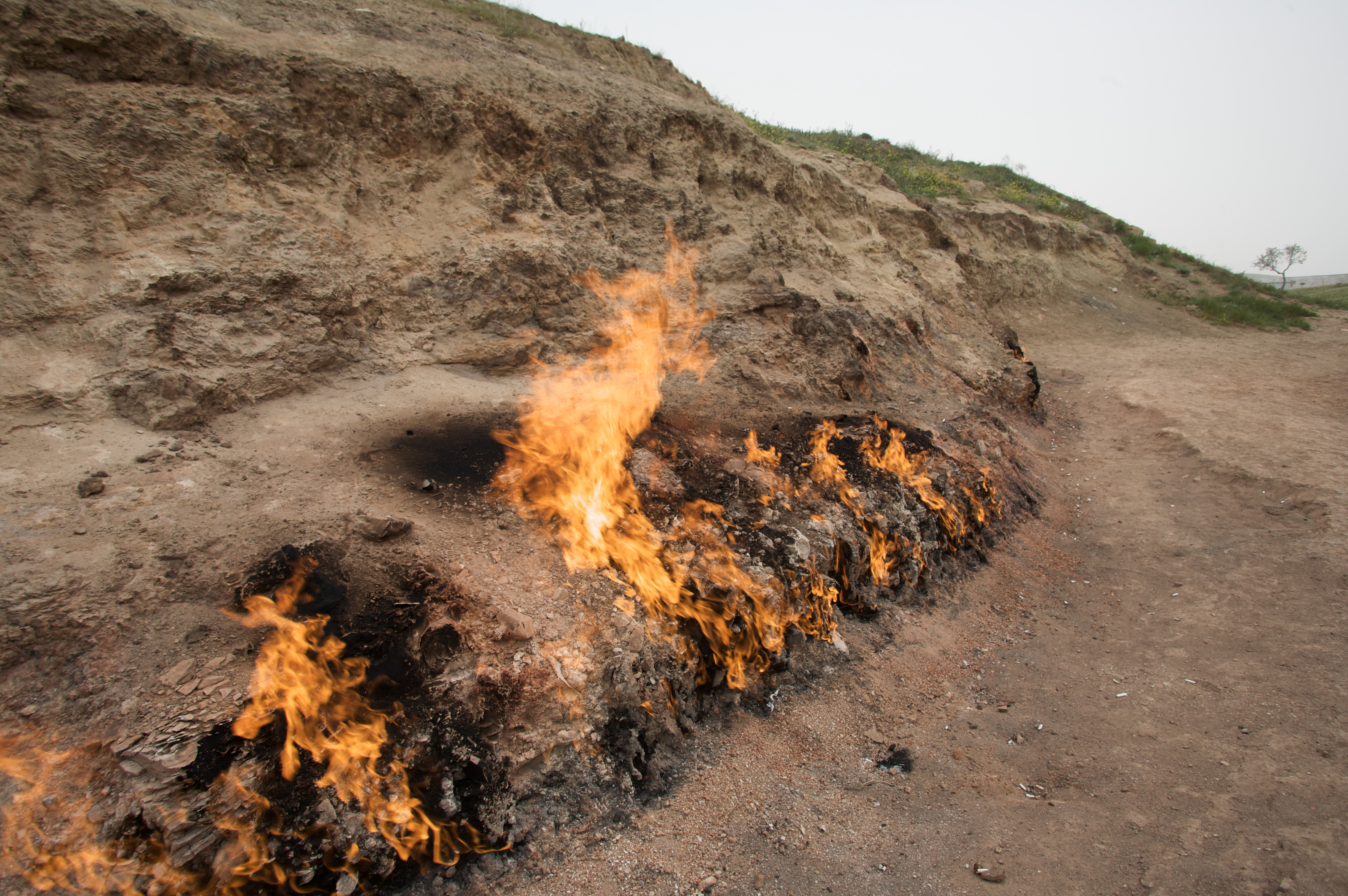
Янар Даг